# Маральї Рожки
Мара́льї Ро́жки (рос. Маральи Рожки) — село у складі Чаришського району Алтайського краю, Росія.

## Населення
Населення — 267 осіб (2010; 341 у 2002).
Національний склад (станом на 2002 рік):
- росіяни — 97 %